# Tibor Varga
Tibor Varga (ur. 4 lipca 1921 w Győrze, zm. 4 września 2003 w Grimisuat) – węgierski skrzypek, dyrygent i pedagog.

## Życiorys
Występował od 10. roku życia. Dostrzeżony został przez Jenő Hubaya, w latach 1930–1938 studiował z jego rekomendacji w Akademii Muzycznej w Budapeszcie u Franza Gabriela (skrzypce), Zoltána Kodálya (kompozycja) i Leó Weinera (kameralistyka). Był też uczniem Carla Flescha w Hochschule für Musik w Berlinie, studiował także filozofię na Uniwersytecie Budapeszteńskim. W 1947 roku osiadł w Wielkiej Brytanii, gdzie otrzymał obywatelstwo. Od 1955 roku mieszkał w Szwajcarii. Był wykładowcą Nordwestdeutsche Musikakademie w Detmold (1949–1984), Conservatoire Supérieur et Académie de Musique w Sion (1984–2001) oraz Universität für Musik und darstellende Kunst w Grazu (2002–2003). Zainicjował powstanie letniej akademii muzycznej (1963) i festiwalu w Sion. Od 1954 do 1988 roku prowadził założoną przez siebie Tibor Varga Chamber Orchestra.
Wykonywał zarówno repertuar klasyczny, jak i dzieła współczesnych twórców (Carl Nielsen, Arnold Schönberg, Igor Strawinski, Alban Berg, Béla Bartók, Boris Blacher). Był pierwszym wykonawcą koncertów skrzypcowych Blachera i Becka (1950–1951).